# A Lármás család
A Lármás család (eredeti cím: The Loud House) 2016-ban indult amerikai televíziós 2D-s számítógépes animációs vígjátéksorozat, amelyet Chris Savino készített a Nickelodeon számára. A tévéfilmsorozat a Nickelodeon Animation Studio gyártásában készült, a Viacom Media Networks forgalmazásában jelent meg. Az animációs játékfilmsorozat premierje Amerikában 2016. május 2-án a Nickelodeonon, Magyarországon 2016. augusztus 29-én szintén a Nickelodeon-on volt. A sorozatot az RTL Klub is műsorára tűzte 2017. szeptember 2-án a Kölyökklub című műsorblokkban, a 2. évadot 2021. január 2-án mutatta be a csatorna. 2017-ben kirúgták az alkotót, Chris Savinót, mert kiderült, hogy fenyegette, és szexuális jeleket küldött női kollégái felé. A sorozatot Michael Rubiner vette át. Hazánkban jelenleg a Nickelodeon és a NickToons sugározza a sorozatot. A sorozat néhány részét szexuális tartalmak miatt megszüntették Amerikában.
Készült egy spin-off sorozat is, A Casagrande család címen, amelyben Ronnie Anne, és családja (a Santiago és a Casagrande család) kerül főszerepbe. A Casagrande család a Lármás családhoz hasonlóan egy nagycsalád, viszont ott kevesebb a gyermekszereplő. A családi házban nagyszülők és "keresztszülők" együtt élnek. A sorozat 2019-ben indult, viszont 2022. február 17-én megerősítették, hogy a 3.évad után elkaszálták. A csatornák közül a Nickelodeon és a Nicktoons is vetíti.
2022. március 24-én megerősítették, hogy az élőszereplős film után, egy 20 részes élőszereplős sorozat is készül,  amelybe a filmbeli színészek is visszatértek a Lenit, Lynnt, Lilyt és Ritát alakító színészek kivételével. 2022. szeptember 4-én megerősítették a sorozat címét "The Really Loud House" néven, és 2022. november 3-án bemutatásra került.
2023. december 26-án megerősítették, hogy berendelésre került a 8. évad. Amit 2024. szeptember 20-án azt is megerősítették, hogy két feléje osztják és a 8. évad második feléből lett a 9. évad.

## Ismertető
A sorozat egy 11 éves fiúról, Lármás Lincolnról szól, aki megpróbálja túlélni, hogy ő az egyetlen fiú gyerek a családban. A Lármás család rajta kívül még 10 lánytestvérből és a szülőkből áll. Lincoln az életkora alapján a középső, 5 idősebb és 5 fiatalabb lánytestvére van. A sorozat epizódjaiban általában a Lármás családból egy vagy két szereplő kerül főszerepbe, aki(k) egy problémába ütköznek, a cselekmény kibontakozása után a probléma legtöbbször megoldódik. Ha nem oldódik meg a probléma, akkor a rész végén csattanós lezárás van. Barátaival (Clyde, Ronnie Anne, Rusty, Liam, Zach, Stella stb.) szeret sok időt tölteni.
Az 5.évadban, a korábbi évadokkal ellentétben sok dolog megváltozik:  A Lármás testvérek (és a többi mellékszereplő is) 1 évvel idősebbek lettek, Lincoln és barátai kijárták az általános iskolát és a középsuliba kerültek, Lori készen áll elhagyni otthonát, hogy bekerüljön a Fairway egyetemre, és Lily pedig az óvodába fog járni.
A sorozatból sok életbeli dolgot lehet tanulni. (pl.: segítőkészség, kedvesség, szeretet...).
A sorozat 6 és 12 év közöttieknek ajánlott.

## Szinkronstáb
| Magyar változat munkatársai | Magyar változat munkatársai                                                           |
| --------------------------- | ------------------------------------------------------------------------------------- |
| Felolvasó                   | Endrédi Máté (1.-6. évad) Pál Tamás (6. évad eleje) Orosz Gergely (6. évad közepétől) |
| Főcímdal                    | Magyar Bálint                                                                         |
| Magyar szöveg               | Kozma Bori                                                                            |
| Hangmérnök                  | Weichinger Kálmán Bederna László                                                      |
| Vágó                        | Wünsch Attila Pilipár Éva                                                             |
| Szinkronrendező             | Dezsőffy Rajz Katalin                                                                 |
| Produkciós vezető           | Újréti Zsuzsa                                                                         |
| Szinkronstúdió              | Iyuno Hungary (SDI Media Hungary)                                                     |

## Epizódok
| Évad | Évad | Epizódok | Eredeti sugárzás     | Eredeti sugárzás  | Magyar premier a -on | Magyar premier a -on | Magyar premier a -on | Magyar premier a -on |
| Évad | Évad | Epizódok | Évadpremier          | Évadfinálé        | Évadpremier          | Évadfinálé           | Évadpremier          | Évadfinálé           |
| ---- | ---- | -------- | -------------------- | ----------------- | -------------------- | -------------------- | -------------------- | -------------------- |
|      | 1    | 26 (52)  | 2016. május 2.       | 2016. november 8. | 2016. augusztus 29.  | 2018. április 11.    | 2019. június 3.      | 2019. június 13.     |
|      | 2    | 26 (49)  | 2016. november 9.    | 2017. december 1. | 2017. március 15.    | 2018. június 29.     | 2019. június 14.     | 2019. június 29.     |
|      | 3    | 26 (48)  | 2018. január 19.     | 2019. március 7.  | 2018. július 30.     | 2019. augusztus 11.  | 2019. szeptember 2.  | 2019. szeptember 29. |
|      | 4    | 26 (50)  | 2019. május 27.      | 2020. július 23.  | 2019. szeptember 23. | 2020. október 16.    | 2019. október 7.     | 2020. október 30.    |
|      | 5    | 26 (47)  | 2020. szeptember 11. | 2022. március 4.  | 2021. február 6.     | 2022. március 13.    | 2020. november 28.   | 2022. március 17.    |
|      | 6    | 26 (49)  | 2022. március 11.    | 2023. május 16.   | 2022. szeptember 26. | 2023. május 12.      | 2022. június 13.     | 2023. augusztus 19.  |
|      | 7    | 20 (38)  | 2023. május 17.      | 2024. június 6.   | 2023. október 2.     | 2024. december 21.   | 2023. október 9.     | 2024. július 5.      |
|      | 8    | 13 (22)  | 2024. június 10.     | 2025. július 25.  | 2024. október 28.    | TBA                  | 2024. november 25.   | TBA                  |
|      | 9    | 13 (25)  | 2025. augusztus 1.   | TBA               | 2025. május 28.      | TBA                  | 2025. szeptember 9.  | TBA                  |
|      | 10   | TBA      | 2025. augusztus 8.   | TBA               | TBA                  | TBA                  | TBA                  | TBA                  |

## Egyéb médiumok

### DVD
| Régió | DVD cím                    | Kiadás dátuma      | Évadok        | Epizódok száma                | Részenkénti játékidő |
| ----- | -------------------------- | ------------------ | ------------- | ----------------------------- | -------------------- |
| 1     | Welcome to the Loud House  | 2017. május 23.    | 1.évad        | 13                            | 305 perc             |
| 1     | It Gets Louder             | 2018. május 22.    | 1.évad        | 13                            | 293 perc             |
| 1     | Relative Chaos             | 2019. május 21.    | 2.évad        | 13                            | 293 perc             |
| 1     | Absolute Madness           | 2020. május 19.    | 2.évad        | 13                            | 293 perc             |
| 1     | Road Tripped               | 2021. május 17.    | 3.évad 1.fele | 13                            | 293 perc             |
| 1     | The Complete First Season  | 2021. október 19.  | 1.évad        | 26                            | 598 perc             |
| 1     | The Complete Second Season | 2021. október 19.  | 2.évad        | 26                            | 598 perc             |
| 1     | Cooked                     | 2021. november 2.  | 3.évad 2.fele | 13                            | 293 perc             |
| 1     | The Complete Third Season  | 2022. május 24.    | 3.évad        | 26                            | 598 perc             |
| 2     | A Very Loud Christmas      | 2018. október 29.  | 1 és 2.évad   | 4 téli epizód és még 3 epizód | 90 perc              |
| 4     | A Very Loud Christmas      | 2018. november 14. | 1 és 2.évad   | 4 téli epizód és még 3 epizód | 90 perc              |
| 2     | Intégrale de la saison 1   | 2018. december 5.  | 1.évad        | 26                            | 572 perc             |
| 2     | L'amour vache              | 2018. december 5.  | 1.évad        | 7                             | 154 perc             |
| 2     | La chasse au trésor        | 2018. december 5.  | 1.évad        | 6                             | 132 perc             |
| 2     | Les sœurs à la rescousse   | 2018. december 5.  | 1.évad        | 6                             | 132 perc             |
| 2     | Tempête à la maison        | 2018. december 5.  | 1.évad        | 7                             | 154 perc             |
| 2     | Intégrale de la saison 2   | 2019. december 4.  | 2.évad        | 26                            | 572 perc             |
| 2     | Tirages de portraits       | 2019. december 4.  | 2.évad        | 7                             | 154 perc             |
| 2     | Chaos familial             | 2019. december 4.  | 2.évad        | 6                             | 132 perc             |
| 2     | Photo de groupe            | 2019. december 4.  | 2.évad        | 7                             | 154 perc             |
| 2     | Les vacances à la neige    | 2019. december 4.  | 2.évad        | 6                             | 172 perc             |
| 2     | Intégrale de la saison 3   | 2020. november 11. | 3.évad        | 26                            | 572 perc             |
| 2     | Saison 4 : partie 1        | 2021. november 17. | 4.évad        | 13                            | TBA                  |
| 2     | Les Casagrandes            | 2021. november 17. | 4.évad        | 7                             | 154 perc             |
| 2     | Les rois de la convention  | 2021. november 17. | 4.évad        | 6                             | 132 perc             |
| 2     | Saison 4: partie 2         | 2022. február 17.  | 4.évad        | 13                            | 286 perc             |
| 2     | Intégrale de la saison 4   | 2022. október 5.   | 4.évad        | 26                            | TBA                  |

### Képregényalbumok
| Kötet         | Eredeti cím                    | Kiadás dátuma        | ISBN               | Kiadó     |
| Főszériák     | Főszériák                      | Főszériák            | Főszériák          | Főszériák |
| ------------- | ------------------------------ | -------------------- | ------------------ | --------- |
| 1.            | There Will Be Chaos            | 2017. május 7.       | ISBN 9781629917412 | Papercutz |
| 2.            | There Will Be More Chaos       | 2017. november 21.   | ISBN 9781629918259 | Papercutz |
| 3.            | Live Life Loud!                | 2018. március 20.    | ISBN 9781629918624 | Papercutz |
| 4.            | Family Tree                    | 2018. augusztus 21.  | ISBN 9781545800041 | Papercutz |
| 5.            | After Dark                     | 2018. november 27.   | ISBN 9781545801536 | Papercutz |
| 6.            | Loud and Proud                 | 2019. május 7.       | ISBN 9781545802113 | Papercutz |
| 7.            | The Struggle is Real           | 2019. augusztus 20.  | ISBN 9781629917962 | Papercutz |
| 8.            | Livin' La Casa Loud!           | 2019. november 26.   | ISBN 9781545803424 | Papercutz |
| 9.            | Ultimate Hangout               | 2020. június 9.      | ISBN 9781545804063 | Papercutz |
| 10.           | The Many Faces of Lincoln Loud | 2020. augusztus 11.  | ISBN 9781545804742 | Papercutz |
| 11.           | Who's the Loudest?             | 2020. november 18.   | ISBN 9781545805596 | Papercutz |
| 12.           | The Case of the Stolen Drawers | 2021. március 16.    | ISBN 9781545806203 | Papercutz |
| 13.           | Lucy Rolls the Dice            | 2021. augusztus 24.  | ISBN 9781545807040 | Papercutz |
| 14.           | Guessing Games                 | 2021. december 28.   | ISBN 9781545807231 | Papercutz |
| 15.           | The Missing Linc               | 2022. március 29.    | ISBN 9781545808672 | Papercutz |
| 16.           | Loud and Clear                 | 2022. szeptember 27. | ISBN 9781545808887 | Papercutz |
| 17.           | Sibling Rivalry                | 2022. december 27.   | ISBN 9781545809778 | Papercutz |
| 18.           | Sister Resister                | 2023. július 4.      | ISBN 9781545810361 | Papercutz |
| 19.           | Bump It Loud                   | 2023. október 17.    | ISBN 9781545810576 | Papercutz |
| 20.           | Totally Not a Loud             | 2024. március 5.     | ISBN 9781545811412 | Papercutz |
| 21.           | Howling Good Time              | 2024. augusztus 6.   | ISBN 9781545801031 |           |
| Szezon kiadás |                                |                      |                    |           |
| 1.            | Winter Special                 | 2020. október 6.     | ISBN 9781545806869 | Papercutz |
| 2.            | Summer Special                 | 2021. június 1.      | ISBN 9781545806227 | Papercutz |
| 3.            | Love Out Loud Special          | 2021. december 7.    | ISBN 9781545808542 | Papercutz |
| 4.            | Back to School Special         | 2022. július 26.     | ISBN 9781545808900 | Papercutz |
| 5.            | Super Special                  | 2023. február 7.     | ISBN 9781545810248 | Papercutz |
| 6.            | Loud Spies                     | 2023. november 14.   | ISBN 9781545810637 | Papercutz |
| 7.            | Spooky Special                 | 2024. július 2.      | ISBN 9781545801758 | Papercutz |

### Könyvek
| Kötet | Eredeti cím              | Írta                   | Kiadás dátuma       | ISBN               | Kiadó                                                |
| ----- | ------------------------ | ---------------------- | ------------------- | ------------------ | ---------------------------------------------------- |
| 1.    | Who Ghost There?         | Karla Sakas Shropshire | 2018. július 3.     | ISBN 9781338681529 | Random House (Eredeti kiadó) Scholastic (Újra kiadó) |
| 2.    | Arcade or Bust!          | Amaris Glass           | 2018. július 3.     | ISBN 9781338681512 | Random House (Eredeti kiadó) Scholastic (Újra kiadó) |
| 3.    | Campaign Chaos!          | Mollie Freilich        | 2019. január 8.     | ISBN 9781338681536 | Random House (Eredeti kiadó) Scholastic (Újra kiadó) |
| 4.    | The Ultimate Party       | Mollie Freilich        | 2020. október 6.    | ISBN 9781338681543 | Scholastic                                           |
| 5.    | No Bus, No Fuss          | Shannon Penney         | 2022. szeptember 6. | ISBN 9781338847963 | Scholastic                                           |
| 6.    | Old Friends, New Friends | Daniel Mauleon         | 2022. szeptember 6. | ISBN 9781338891478 | Scholastic                                           |

### Podcastek
| #      | Eredeti cím                              | Eredeti premier      |
| 1.évad | 1.évad                                   | 1.évad               |
| ------ | ---------------------------------------- | -------------------- |
| 1      | Meet the Loud Family                     | 2017. szeptember 18. |
| 1      | ?                                        |                      |
| 2      | Luna Loud                                | 2017. szeptember 18. |
| 2      | ?                                        |                      |
| 3      | Lola Loud                                | 2017. szeptember 18. |
| 3      | ?                                        |                      |
| 4      | Leni Loud                                | 2017. szeptember 18. |
| 4      | ?                                        |                      |
| 5      | Luan Loud                                | 2017. szeptember 18. |
| 5      | ?                                        |                      |
| 6      | Lori Loud                                | 2017. szeptember 18. |
| 6      | ?                                        |                      |
| 2.évad |                                          |                      |
| 7      | Lincoln Loud                             | 2018. július 16.     |
| 7      | ?                                        |                      |
| 8      | Lynn Loud                                | 2018. augusztus 6.   |
| 8      | ?                                        |                      |
| 9      | Lana Loud                                | 2018. augusztus 27.  |
| 9      | ?                                        |                      |
| 10     | Lucy Loud                                | 2018. szeptember 17. |
| 10     | ?                                        |                      |
| 11     | Rita Loud                                | 2018. október 7.     |
| 11     | ?                                        |                      |
| 12     | Lisa Loud                                | 2018. október 28.    |
| 12     | ?                                        |                      |
| 3.évad |                                          |                      |
| 13     | Lincoln & Clyde Review Gus' Games & Grub | 2020. május 3.       |
| 13     | ?                                        |                      |
| 14     | Lola Loud's Pageant Tips                 | 2020. május 10.      |
| 14     | ?                                        |                      |
| 15     | Lucy and the Morticians Club             | 2020. május 17.      |
| 15     | ?                                        |                      |
| 16     | Clyde Tours Lynn's Table                 | 2020. május 24.      |
| 16     | ?                                        |                      |
| 17     | Pet Adoption Day with Lana Loud          | 2020. május 31.      |
| 17     | ?                                        |                      |
| 18     | Luan and Benny's Comedy Class            | 2020. június 7.      |
| 18     | ?                                        |                      |

### Videójátékok
1. Nickelodeon Kart Racers 2: Grand Prix
2. Nickelodeon All-Star Brawl
3. Nickelodeon Kart Racers 3: Slime Speedway

### Filmek

#### Játékfilm
2017. március 28-án bejelentették hogy a Paramount Pictures forgalmazásában készül egy mozifilm, ami 2020. február 7-én jelent volna meg, de 2019 januárban a tervet eltörölték. Viszont 2019. február 5-én a Netflix együttműködésével újra el kezdték fejleszteni. 2021. január 12-én a Netflix Twitter oldalára kitett egy sztorit, amiből kiderült hogy a Lármás család Skóciába fog menni vakációra és közben megtudják hogy a skótok leszármazottai, és megkapják a nekik örökölt kastélyt. 2021 májusában megjelent a film első előzetese. A film premierje 2021. augusztus 20-án volt a Netflixen. Magyar szinkronnal szintén azon a napon mutatták be a Netflixen.

#### Televiziós film
2020. február 19-én a Nickelodeon megerősítette hogy a Lármás család kap egy élőszereplős karácsonyi különkiadást (munka néven: The Loud House: A Very Loud Christmas!) és a cselekmény szerint Lincoln a legjobb karácsonyra készül, míg ki nem derül, hogy a testvérei nem is lesznek otthon, mert mindenkinek más terve van. Lincoln és Clyde küldetése, hogy szabotálják a testvérek terveit, így megtartva a Lármás család karácsonyi hagyományait. A film eredetileg 2020 telén került volna adásba. 2021. március 18-án megerősítették hogy Wolfgang Schaeffer és Jahzir Bruno fogják alakítani Lincoln-t és Clyde-ot, a forgatás áprilisban kezdődik. A premier novemberben lesz esedékes. Augusztus 21-kén kijött az első előzetes, és a film hivatalos címe "A Loud House Christmas". Augusztus 23-dikán megerősítették hogy kik lesznek a többi Lármás család tagjai, a színészek a következők: Lexi Janicek (Lisa), Ella Allan (Lola), Mia Allan (Lana), Aubin Bradley (Lucy), Morgan McGill (Lynn), Catherine Ashmore Bradley (Luan), Sophia Woodward (Luna), Dora Dolphin (Leni), Lexi DiBenedetto (Lori), Charlotte Ann Tucker (Lily), Brian Stepanek (a sorozatban ő szinkronizálta Idősebb Lynn-t) és Muretta Moss (Rita). A film november 26-kán vált elérhetővé a Paramount+-on, de a Nickelodeon-on is bemutatták.

## Érdekességek
- A sorozat eredetileg egy nyúl családról szólt volna, de végül le cserélték emberekre. Később a "White Hare" (Mi a menő?) címü részbe felhasználták ezt az ötletet.